# 御殿場市の地域

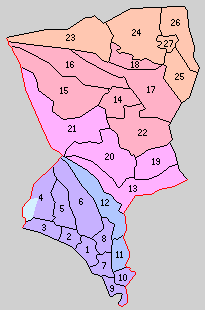
14 原里
15 印野
16 玉穂
17 御殿場
18 高根
22 富士岡

御殿場市の地域（ごてんばしのちいき）では静岡県御殿場市内における地域について解説する。

## 概要
御殿場市は御殿場市誕生以前の旧町村（御殿場町、富士岡村、原里村、玉穂村、印野村、高根村）の範囲を引き継いだ地区で分割されている。その他、小山町から編入された古沢地区が高根地区に含まれている。
富士岡地区を除く各地区は旧町村から引き継いだ財産を管理する財産区が設置されている。各地区ごとに運動会が開かれるなど、地区ごとの結びつきがみられる。
各地区はさらに自治会に分割されている。自治会はさらに組や班などに分割されいわゆる町内会単位の組織が形成されている。自治会は大字（明治時代以前の旧村落）ごとのものが多いが、人口の増加などにより新規に誕生することもある。また、住民同士の繋がりもあり、所属する自治会名と住所の大字が一致しないこともある。自治会はどんどん焼き、盆踊りを行うなど地域の伝統文化を担う一方、行政的な側面では行政区と呼ばれる。

### 人口
| 地区名             | 人口   |
| ------------------ | ------ |
| 御殿場（ごてんば） | 35,083 |
| 富士岡（ふじおか） | 15,903 |
| 原里（はらさと）   | 15,442 |
| 玉穂（たまほ）     | 8,506  |
| 印野（いんの）     | 1,911  |
| 高根（たかね）     | 4,388  |

## 御殿場地区
旧御殿場町に由来する。御殿場財産区が設置されている。市域中心部に位置する。東側は箱根町と接する。御殿場市役所、御殿場駅、御殿場インターチェンジが設置され、市の中心市街地を形成する。

### 自治会
- 御殿場（ごてんば）
- 深沢（ふかさわ）
- 東山（ひがしやま）
- 東田中（ひがしたなか）
- 二の岡（にのおか）
- 鮎沢（あゆざわ）
- 新橋（にいはし）
- 湯沢（ゆざわ）
- 萩原（はぎわら）
- 二枚橋（にまいばし）
- 西田中（にしたなか）
- 北久原（ほっくばら）
- 仁杉（ひとすぎ）
- 栢ノ木（かやのき）
- 永原（ながはら）

※鮎沢、湯沢、栢ノ木、永原は大字では無い。その他の地区も自治会名と大字が一致しない地区が多くみられる。

### 地域内の主な施設
- 御殿場市役所
- 御殿場市民会館
- 御殿場市立図書館
- 御殿場市救急医療センター
- 東運動場
- 御殿場市馬術スポーツセンター
- 中央公園
- 秩父宮記念公園
- 乙女森林キャンプ場
- 御殿場市温泉会館
- 御殿場地区広場（パレット御殿場）
- 御殿場駅
- 御殿場インターチェンジ
- 御殿場プレミアム・アウトレット

## 富士岡地区
旧富士岡村に由来する。財産区は設置されていない。市域南部に位置し裾野市、箱根町と接する。住宅地と水田が広がる。西側は東富士演習場になっており、隣接して自衛隊駒門駐屯地が設置されている。駒門工業団地、神場工業団地など、工業団地が設置されている。

### 自治会
- 竈（かまど）
- 萩蕪（はぎかぶ）
- 沼田（ぬまた）
- 二子（ふたご）
- 中山上（なかやまかみ）
- 中山下（なかやましも）
- 風穴（かざあな）
- 中清水（なかしみず）
- 駒門（こまかど）
- 大坂（おおさか）
- 町屋（まちや）
- 高内（たこうち）
- 尾尻（おじり）
- 神山（こうやま）
- 富士見原（ふじみはら）

※風穴、町屋、高内、尾尻は大字ではない。中山上、中山下は大字中山。

### 地域内の主な施設
- 御殿場市役所富士岡支所
- 富士岡地区図書館（支所内）
- 富士岡公園
- 御殿場高原時之栖

## 原里地区
旧原里村に由来する。原里財産区が設置されている。市域中心部に位置する。住宅地が広がる。自衛隊板妻駐屯地が設置されている。

### 自治会
- 川島田（かわしまた）
- 森之腰（もりのこし）
- 杉名沢（すぎなざわ）
- 神場（じんば）
- 板妻（いたづま）
- 保土沢（ほとざわ）
- 永塚（ながつか）
- 北畑（きたばた）
- 大沢（おおさわ）
- 矢崎（やざき）

※北畑は大字ではなく、旧印野村からの移転してきた際の旧集落名に由来。矢崎は矢崎総業の社宅。

### 地域内の主な施設
- 御殿場市役所原里支所
- 南運動場
- 原里地区広場（友愛パーク原里）
- 湯沢平公園

## 玉穂地区
旧玉穂村に由来する。玉穂財産区が設置されている。市域中心部に位置する。範囲は東富士演習場を含み、隣接して陸上自衛隊滝ヶ原駐屯地、米軍キャンプ富士、中央青少年の交流の家が設置されている。御殿場市陸上競技場、御殿場市体育館、ふれあいプール玉穂といったスポーツ施設が多い。

### 自治会
- ぐみ沢下（ぐみざわしも）
- ぐみ沢上（ぐみざわかみ）
- 中畑東（なかはたひがし）
- 中畑北（なかはたきた）
- 中畑南（なかはたみなみ）
- 中畑西（なかはたにし）
- 川柳（かわなやぎ）

※ぐみ沢下、ぐみ沢上は大字茱萸沢、中畑東、中畑北、中畑南、中畑西は大字中畑

### 地域内の主な施設
- 御殿場市役所玉穂支所
- 御殿場市体育館
- 御殿場市陸上競技場
- ふれあいプール玉穂（玉穂小学校のプールと兼用）
- 御殿場市民交流センター
- 玉穂地区西広場
- 玉穂地区東広場

## 印野地区
旧印野村に由来する。印野財産区が設置されている。市域の西部に位置し、範囲は東富士演習場や富士山を含む。六地区の中で人口が最も少ない。

### 自治会
- 小木原（おぎわら）
- 時之栖（ときのすみか）
- 印野（いんの）

※全域が大字印野。

### 地域内の主な施設
- 御殿場市役所印野支所
- 印野地区スポーツ公園（丸尾パーク）
- たくみの郷
- 御胎内清宏園
- 御胎内温泉

## 高根地区
旧高根村に由来する。高根財産区が設置されているが、旧高根村ではない古沢地区（北郷村→小山町、1957（昭和32）年に御殿場市に編入された）は財産区議会選挙の選挙区からはずされている。
市域の北部に位置し小山町と接する。水田が広がる。また、ワサビの生産が盛んである。

### 自治会
- 塚原（つかばら）
- 六日市場（むいかいちば）
- 美乃和（みのわ）
- 清後（せいご）
- 山之尻（やまのしり）
- 柴怒田（しばんた）
- 上小林（かみこばやし）
- 水土野（みどの）
- 古沢（ふるさわ）

※美乃和は大字ではない。

### 地域内の主な施設
- 御殿場市役所高根支所
- 高根ふれあい広場
- 高根西ふれあい広場